# 50가지 욕망의 그림자
50가지 욕망의 그림자(Bound)는 미국에서 제작된 자레드 콘 감독의 2015년 스릴러, 드라마 영화이다. 카리스마 카펜터 등이 주연으로 출연하였다.

## 출연

### 주연
- 카리스마 카펜터
- 브라이스 드래퍼
- 다니엘 볼드윈
- 테렐 오웬스
- 모건 오벤레더